# لوییس میگل پرز
لوییس میگل پرز (به انگلیسی: Luis Miguel Pérez،  زادهٔ ۸ نوامبر ۱۹۸۸) یک کشتی‌گیر آزادکار اهل کشور دومینیکن است. وی سابقه حضور در المپیک ۲۰۲۴ پاریس را دارد.